# CA Pero Pinheiro
Der Clube Atlético Pero Pinheiro ist ein portugiesischer Fußballverein aus Pero Pinheiro. Bis zur Umbenennung der Heimatstadt trat der Klub als Clube Atlético Pêro Pinheiro an.

## Geschichte und Hintergrund
CA Pero Pinheiro wurde 1945 gegründet und spielte lange Zeit im regionalen Distriktfußball. Ende der 1970er Jahre schaffte der Klub erstmals den Aufstieg in die Terceira Divisão, wo er sich bis 1983 hielt. Später schaffte die Mannschaft zeitweise die Rückkehr, konnte sich aber nicht dort festsetzen. 2012 gelang die nach einer zwischenzeitlichen Ligareform nur noch viertklassige Spielklasse, schaffte dort aber nicht die Qualifikation für die nach einer erneuten Ligareform eingeführte Campeonato Nacional de Seniore als dritthöchster Spielklasse und rutschte in den viertklassigen regionalen Spielbetrieb ab. 2017 gelang der Aufstieg in die nun Campeonato de Portugal Prio genannte Spielklasse, dort wurde erneut der Klassenerhalt verpasst.
2020 stieg CA Pero Pinheiro in das Campeonato de Portugal auf, das ein Jahr später nach der Einführung der Liga 3 zur vierten Liga zurückgestuft wurde. Dort gelang im Sommer 2022 als Vizemeister hinter Belenenses Lissabon die Qualifikation zur Aufstiegsrunde zur Liga 3, in der die Mannschaft als tabellenschlusslicht den Aufstieg verpasste. Hinter SU 1º Dezembro wurde sie auch in der folgenden Spielzeit Zweite. Dort reichte ein dritter Platz zum Aufstieg, da der bisherige Drittligist CD Cova da Piedade keine Lizenz erhielt. In der Spielzeit 2023/24 gelangen der Mannschaft nur drei Saisonsiege, so dass sie als Tabellenvorletzte direkt wieder abstieg.
CA Pero Pinheiro trägt seine Heimspiele im 2003 eröffneten Campo Pardal Monteiro aus, das rund um einen Kunstrasenplatz 3000 Zuschauern Platz bietet.